# Castell de Malvasín
El Castell de Malvecín o Malmasín va ser un castell de gran importància en el Regne de Navarra de l'Alta Edat Mitjana. Defensat pel tenente navarrès Pedro Vela, va ser conquistat per les armes de Castella. En l'acord que aplicava el Laudo arbitral del rei Enric II d'Anglaterra en 1179, era considerat com a part de la corona castellana. La seva situació ha estat discutida amb diverses ubicacions, sent la més probable en l'alt de Malmasín entre Arrigorriaga i Basauri on es troba la muntanya alomada sota el nom de Gaztelu (castell en basc).
L'arqueòleg de la Diputació de Biscaia Iñaki García Camino conclou aquesta possibilitat:
Des d'aquest lloc es visualitza el castell d'Unzueta (Orozko) i el camí procedent de les Encartaciones des de Balmaseda. En el mateix, visualitzat des de l'aire, hi ha restes de diferents muralles d'un radi d'uns 50 m, amb trajectòria en semicercle. No hi ha amb prou feines restes visibles, ja que estan sota l'herba, encara que s'aprecien les pedres en aixecar-la.